# La vita di Leonardo da Vinci
La Vita di Leonardo da Vinci és una minisèrie de televisió italiana del 1971 que dramatitza la vida del geni italià del Renaixement Leonardo da Vinci (1452–1519).
La minisèrie, guanyadora del Globus d'Or, fou dirigida per Renato Castellani, i produïda per la RAI (la televisió nacional italiana) i distribuïda als Estats Units per CBS, que la va emetre del 13 d'agost de 1972 al 10 de setembre de 1972. Castellani va escriure el guió. Es va rodar completament a localitzacions d'Itàlia i França. La durada total dels cinc episodis és de gairebé cinc hores.

## Repartiment
- Philippe Leroy - Leonardo da Vinci adult
- Riad Gholmie - Francesc I de França
- Giampiero Albertini - Ludovico Sforza
- Renzo Rossi - Sandro Botticelli
- Bruno Cirino - Michelangelo
- Marta Fischer - Isabel de Nàpols
- Enrico Osterman - Niccolò Machiavelli
- Mario Molli - Andrea del Verrocchio
- Carlo Simoni - Francesco Melzi
- Bianca Toccafondi - Isabella d'Este

## Premis i nominacions
- 1972 - Globus d'Or al millor programa de televisió (guanyador)
- 1973 - Premis Emmy - interpretació destacada d'un actor en un paper principal (Drama / Comèdia - Episodis limitats); Philippe Leroy (CBS) (nominat)
- 1973 - Emmy - Drama / Comèdia excepcional - Episodis limitats (CBS i Radiotelevisione Italiana (RAI) [productor executiu]). Per les Parts I-V. (nominat)